# Leonel Suárez
Pour les articles homonymes, voir Suárez.
Leonel Suárez, né le 1er septembre 1987 à Holguín, est un athlète cubain, spécialiste des épreuves combinées.

## Carrière
Âgé de dix-neuf ans, Leonel Suárez remporte le concours du décathlon des Championnats cubains 2007 avec 8 156 points, avant de porter son record personnel à 8 451 points, en début d'année suivante, lors du meeting de Ratingen. Il termine 4e des Jeux panaméricains de 2007.
Sélectionné dans l'équipe de Cuba pour les Jeux olympiques d'été de 2008 à Pékin, il crée la surprise en remportant la médaille bronze du décathlon, derrière l'Américain Bryan Clay et le Biélorusse Andrei Krauchanka. Suárez améliore son record personnel avec 8 527 points. Il termine l'année en seconde position du classement de la Coupe du monde des épreuves combinées IAAF, derrière Krauchanka. 
Auteur de 8 654 points le 4 juillet 2009 à La Havane, soit la meilleure performance mondiale de l'année, le Cubain se place parmi les favoris des Championnats du monde. À Berlin, le 20 août 2009, le Cubain monte sur la deuxième marche du podium avec un total de 8 640 points, derrière l'américain Trey Hardee. 
En 2011, lors des Championnats du monde de Daegu, il descend sur la 3e marche du podium avec 8 501 points, pour quatre points seulement derrière l'Américain Ashton Eaton, médaillé d'argent.
En 2014, il est opéré du genou à la suite de douleurs persistantes depuis 2012.
De retour de blessure, Leonel Suarez remporte le 30 juillet 2018 la médaille d'or des Jeux d'Amérique centrale et des Caraïbes de Baranquilla, avec 8 026 pts.

## Palmarès
| Date | Compétition                              | Lieu                                  | Résultat | Épreuve    | Points |
| ---- | ---------------------------------------- | ------------------------------------- | -------- | ---------- | ------ |
| 2008 | Hypo-Meeting                             | Götzis                                | 3e       | Décathlon  | 8 366  |
| 2008 | Jeux olympiques                          | Pékin                                 | 3e       | Décathlon  | 8 527  |
| 2008 | Coupe du monde des épreuves combinées    | Coupe du monde des épreuves combinées | 2e       | Décathlon  | 25 344 |
| 2009 | Championnats CAC                         | La Havane                             | 1er      | Décathlon  | 8 654  |
| 2009 | Championnats du monde                    | Berlin                                | 2e       | Décathlon  | 8 640  |
| 2010 | Championnats du monde en salle           | Doha                                  | 7e       | Heptathlon | 5 764  |
| 2010 | Multistars                               | Florence                              | 2e       | Décathlon  | 8 112  |
| 2010 | Hypo-Meeting                             | Götzis                                | 3e       | Décathlon  | 8 286  |
| 2010 | Décastar                                 | Talence                               | 1er      | Décathlon  | 8 328  |
| 2010 | Coupe du monde des épreuves combinées    | Coupe du monde des épreuves combinées | 2e       | Décathlon  | 24 857 |
| 2011 | Hypo-Meeting                             | Götzis                                | 2e       | Décathlon  | 8 440  |
| 2011 | TNT - Fortuna Meeting                    | Kladno                                | 1er      | Décathlon  | 8 231  |
| 2011 | Championnats du monde                    | Daegu                                 | 3e       | Décathlon  | 8 501  |
| 2011 | Jeux panaméricains                       | Guadalajara                           | 1er      | Décathlon  | 8 373  |
| 2011 | Coupe du monde des épreuves combinées    | Coupe du monde des épreuves combinées | 1er      | Décathlon  | 25 172 |
| 2012 | Jeux olympiques                          | Londres                               | 3e       | Décathlon  | 8 523  |
| 2013 | Championnats du monde                    | Moscou                                | 10e      | Décathlon  | 8 317  |
| 2015 | Jeux panaméricains                       | Toronto                               | —        | Décathlon  | DNF    |
| 2016 | Jeux olympiques                          | Rio de Janeiro                        | 6e       | Décathlon  | 8 460  |
| 2018 | Jeux d'Amérique centrale et des Caraïbes | Barranquilla                          | 1er      | Heptathlon | 8 026  |
| 2019 | Jeux panaméricains                       | Lima                                  | 5e       | Décathlon  | 7 799  |

## Records
| Épreuve           | Performance    | Lieu                | Date                                   |
| ----------------- | -------------- | ------------------- | -------------------------------------- |
| 100 m             | 10 s 90        | Pékin               | 21 août 2008                           |
| Saut en longueur  | 7,52 m         | Londres             | 8 août 2012                            |
| Lancer du poids   | 15,20 m        | Berlin              | 19 août 2009                           |
| Saut en hauteur   | 2,17 m         | La Havane           | 7 mars 2008                            |
| 400 m             | 47 s 65        | La Havane           | 3 juillet 2009                         |
| 110 m haies       | 14 s 12        | Ratingen            | 22 juin 2008                           |
| Lancer du disque  | 47,07 m        | Rio de Janeiro      | 18 août 2016                           |
| Saut à la perche  | 5,00 m         | Berlin Kladno Daegu | 20 août 2009 16 juin 2011 28 août 2011 |
| Lancer du javelot | 78,29 m        | La Havane           | 18 mars 2016                           |
| 1 500 m           | 4 min 16 s 70  | Götzis              | 1er juin 2008                          |
| Décathlon         | 8 654 pts (NR) | La Havane           | 4 juillet 2009                         |

| Épreuve         | Performance    | Lieu     | Date            |
| --------------- | -------------- | -------- | --------------- |
| 60 mètres       | 7 s 11         | Séville  | 21 février 2009 |
| Longueur        | 7,24 m         | Séville  | 21 février 2009 |
| Poids           | 14,29 m        | Göteborg | 2 février 2010  |
| Hauteur         | 2,16 m         | Tallinn  | 7 février 2009  |
| 60 mètres haies | 7 s 90         | Göteborg | 2 février 2010  |
| Perche          | 4,85 m         | Tallinn  | 13 février 2010 |
| 1 000 m         | 2 min 36 s 12  | Tallinn  | 13 février 2010 |
| Heptathlon      | 5 964 pts (NR) | Tallinn  | 13 février 2010 |